# 이윤표
이윤표(李允杓, 1984년 9월 4일 ~ )는 대한민국의 축구 선수로서 포지션은 수비수이다.

## 유소년 생활
경기도 부천시 역곡중학교, 정명고등학교를 나와 대전광역시에 위치한 한남대학교를 졸업하였다. 정명고 시절 부상 때문에 한 학년을 쉬었기 때문에 2007년 대학 졸업자들보다 한 살이 더 많았다. 한남대 시절에 전남 드래곤즈를 상대로 골을 기록하여 주목을 받았다. 당시 이윤표를 뽑은 박항서 감독은 이윤표 선수의 성실함에 높은 점수를 주었다고 밝혔다.

## K리그
2008 K리그 드래프트에서 2순위로 전남 드래곤즈에 입단하였다. 입단 직후부터 주목받으며 전남의 로테이션 수비수로 키워질 듯하였으나 첫 출전에서 큰 부상을 당해 시즌 아웃 판정을 받았다. 이후 전남과 계약해지되어 2009년 대전 시티즌으로 이적하였다. 대전에서는 터프한 수비를 펼치는 선수로 평가받았으며, 이후 FC 서울로 이적하였으나 출전 기회를 부여받지는 못하였다. 이후 2011년 인천 유나이티드로 이적하였다.

## 군대
그는 2012년 경찰 축구단에 지원하였으나 탈락하였다.

## 경력
- 2008 : 전남 드래곤즈 / K리그
- 2009 : 대전 시티즌 / K리그
- 2010 : FC 서울 / K리그
- 2011 ~ : 인천 유나이티드 / K리그